# Кяркинен, Кайя
Кайя Кяркинен (фин. Kaija Kärkinen; род. 9 сентября 1962, Соданкюля, Финляндия) — финская певица и актриса, представительница Финляндии на конкурсе песни Евровидение 1991.

## Биография
Музыкальная карьера исполнительницы началась в 1982 году, когда она стала солисткой поп-группы «Lato-group». В 1991 была приглашена на национальный финский отбор на конкурс песни Евровидение 1991. Став его победительницей, она получила возможность представлять свою страну на предстоящем песенном конкурсе с композицией «Hullu yö» (рус. Сумасшедшая ночь). Выступление прошло под шестнадцатым номером, и завершилось для певицы на двадцатой позиции (6 баллов).
После Евровидения начала сотрудничество с Иле Каллио, став участницей группы «Kaija Kärkinen & Ile Kallio», существующей и по сей день.